# Hawker Siddeley Harrier
Hawker Siddeley Harrier GR.1/GR.3 i AV-8A Harrier su prva generacija u seriji Harriera zrakoplova. Harrier je bio prvi operativni VTOL zrakoplov namijenjen izvidničkim i jurišnim zadacima. Tijekom 1970-ih razvijene su i radarski opremljene inačice BAE Harrier II i AV-8B a za potrebe britanske mornarice izrađivali su ih British Aerospace i McDonnell Douglas.

## Tehničke karakteristike
Osnovne karakteristike
- posada: 1
- dužina: 13,90 m
- raspon krila: 7,70 m
- površina krila: 18,86 m2
- visina: 3,45m

Letne karakteristike
- najveća brzina: 1.185 km/h
- dolet: 1.900 km
  - borbeni dolet: 418 km
- brzina penjanja: 15,240 m/min
- najveća visina leta: 15.000 m
- motor: 1 x Rolls-Royce Pegasus 101 turbofen motor

## Vanjske poveznice
- harrier.org.uk   Arhivirana inačica izvorne stranice od 12. srpnja 2012. (Wayback Machine)
- Hawker Siddeley Harrier - vectorsite.net
- Hawker Siddeley Harrier - globalsecurity.org